# Bogoria (Wełecz)
Bogoria – kolonia wsi Wełecz w Polsce, położona w województwie świętokrzyskim w powiecie buskim w gminie Busko-Zdrój.
W latach 1975–1998 kolonia administracyjnie należała do województwa kieleckiego.